# Николай Павлов
Николай Павлов (роден на 12 ноември 1987 г. в Пловдив) е български футболист, който играе като полузащитник.

## Кариера
Павлов започва кариерата си в местния Спартак (Пловдив). С добрите си изяви е забелязан от скаути на Локомотив (София) и е привлечен през юни 2007 г. за 50 000 € заедно с Ивайло Димитров и Румен Тинков.
След мач за Купата на УЕФА срещу Борац Чачак на 14 август 2008 г., Павлов дава положителен тест за допинг. Въпреки че той остава резерва и не взима участие в този мач е отстранен от всички официални футболни турнири за период от две години.
През юни 2011 г. Павлов подписва договор с Любимец 2007. Като за 2 години играе 36 мача и отбелязва 20 гола. Павлов става голмайстор за сезон 2011-12 на източната Б група с 13 гола.
На 5 януари 2013 г. е привлечен в Ботев (Пловдив) с тригодишен договор.
През август 2013 г. преминава под наем в Черноморец (Бургас). Следва период в Евроколеж, а през лятото на 2016 година преминава в Марица (Пловдив).

## Статистика по сезони[8]
| Сезон    | Отбор           | Първенство | Мачове | Голове |
| -------- | --------------- | ---------- | ------ | ------ |
| 2006/07  | Спартак (Пд)    | Б група    | 22     | 7      |
| 2007/08  | Локомотив (Сф)  | А група    | 0      | 0      |
| 2008/ес. | Локомотив (Сф)  | А група    | 0      | 0      |
| 2011/пр. | Брестник (Пд)   | Б група    | 11     | 0      |
| 2011/12  | Любимец         | Б група    | 24     | 13     |
| 2012/ес. | Любимец         | Б група    | 12     | 7      |
| 2013/пр. | Ботев (Пд)      | А група    | 8      | 0      |
| 2013/ес. | Черноморец (Бс) | А група    | 13     | 2      |